# Espaço de experiência e horizonte de expectativa
Espaço de experiência e horizonte de expectativa são categorias que o historiador alemão Reinhart Koselleck propôs para contribuir com a análise da experiência humana do tempo histórico. Com fins analíticos, não são articuladas separadamente e não acontecem uma sem a outra.  A utilização dos termos "espaço" e "horizonte" decorrem da necessidade de expressar o tempo a partir de metáforas espaciais que conseguissem diferenciar aquilo que está no passado (espaço de experiência) daquilo que está no futuro (horizonte de expectativa).
As categorias de experiência e expectativa dão sentido a uma condição compartilhada por todos os seres humanos, sem a qual seria impossível conceber a história. Em outras palavras, o par experiência e expectativa é uma condição prévia à existência humana. Estas categorias têm uma dimensão meta-histórica que as define antropologicamente, fazendo com que sejam compreendidas como elementos que servem à compreensão histórica, mas não definem, nem se permitem definir como, os próprios acontecimentos. Como categorias, não têm existência comprovada nas fontes históricas, mas servem à análise das próprias fontes, auxiliando na conceitualização e definição de fatos históricos. Assim, se compreende que a vida humana se constitui a partir das experiências e expectativas que relacionam passado e futuro no presente.
Por mais que estejam relacionadas, as duas categorias têm formas de ser diferentes entre si. Da mesma forma que o passado e o futuro nunca se encontram, a expectativa não deve ser reduzida ao resultado óbvio daquilo que foi experienciado: o futuro não deve ser entendido como uma simples consequência do passado. Sendo diferentes entre si, não devem ser levadas como opostas, pois é a partir de seus diferentes modos de ser e da tensão que desta diferença resulta, que pode se  atribuir sentido ao tempo histórico.

## Experiência

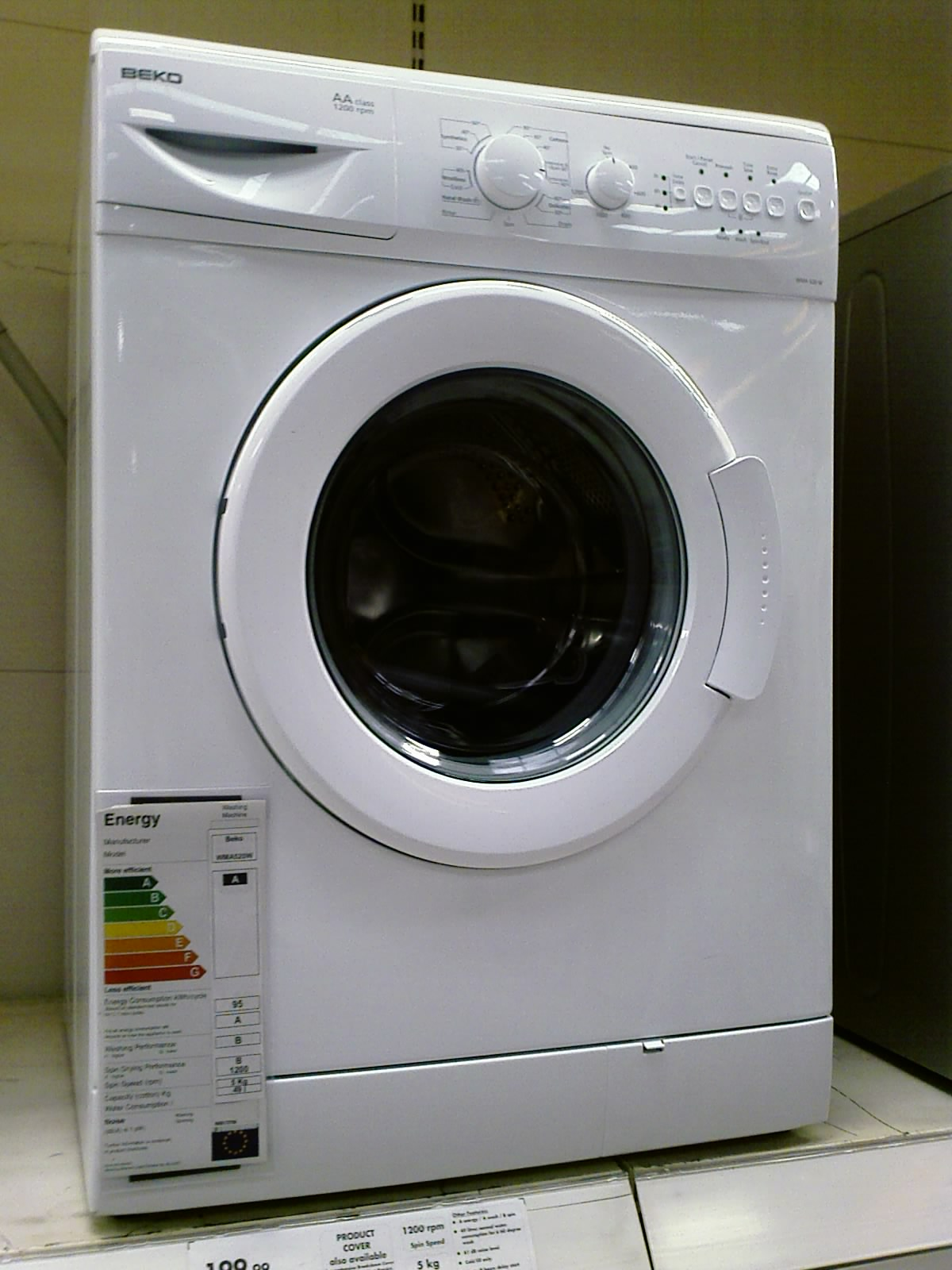
Máquina de lavar roupas com um olho mágico. Metáfora utilizada por Reinhart Koselleck para explicar o que é o espaço de experiência.

A experiência é o passado sobre o qual há lembranças e cujos acontecimentos foram incorporados na atualidade, fazendo parte do presente. Além de ter um caráter inconsciente, a experiência é passada adiante por gerações e instituições, estabelecendo-se coletivamente, também a partir da experiência de outras pessoas. Por conta disso, a história pode ser entendida como o conhecimento adquirido a partir da experiência construída pelos outros.
Por definição, da experiência é possível tomar expectativas e experimentações. Desta forma, a experiência toma corpo na elaboração sobre que aconteceu no passado e o consequente estabelecimento destes acontecimentos como base, por exemplo, para o conhecimento sobre aquilo que foi bom ou mau, constituindo um comportamento. Uma experiência pode ser considerada completa quando as causas que a gestaram fazem parte do passado e o futuro que dela advém é decomposto em momentos temporais infinitos.

### Metáfora espacial
A metáfora espacial espaço de experiência relaciona-se à aglomeração da experiência adquirida no passado para formar diversas camadas temporais, chamadas de estratos de tempo, que acontecem simultaneamente no presente de maneira desordenada e não-linear. Por conta disso, é impossível medir a experiência cronologicamente.
| “ | Cronologicamente, toda experiência salta por cima dos tempos, ela não cria continuidade no sentido de uma elaboração aditiva do passado. Utilizando uma imagem de Christian Méier, pode ser comparada a um olho mágico de uma máquina de lavar, atrás do qual de vez em quando aparece esta ou aquela peça colorida de toda a roupa que está contida na cuba | ” |
| — Koselleck, Reinhardt (2015). Futuro Passado: contribuição à semântica dos tempos históricos, p. 311. | |   |

## Expectativa
A expectativa é o presente do futuro. Assim como a experiência, a expectativa acontece no presente, concomitantemente nos planos individual e coletivo. Diferencia-se da experiência ao ser, em vez de um passado que está no presente, um futuro presentificado. A expectativa é voltada àquilo que ainda não ocorreu, nem foi experimentado, e estabelece-se como uma previsão, no campo da possibilidade.  Fazem parte da expectativa a esperança, o medo, o desejo, a vontade, a curiosidade, a inquietude e a análise racional.
Outra forma como a expectativa diferencia-se da experiência é a possibilidade de ser constantemente modificada, enquanto a experiência passada acaba por recolher-se. No entanto, é necessário observar que, como parte da existência humana, da expectativa também é possível tomar experiência.

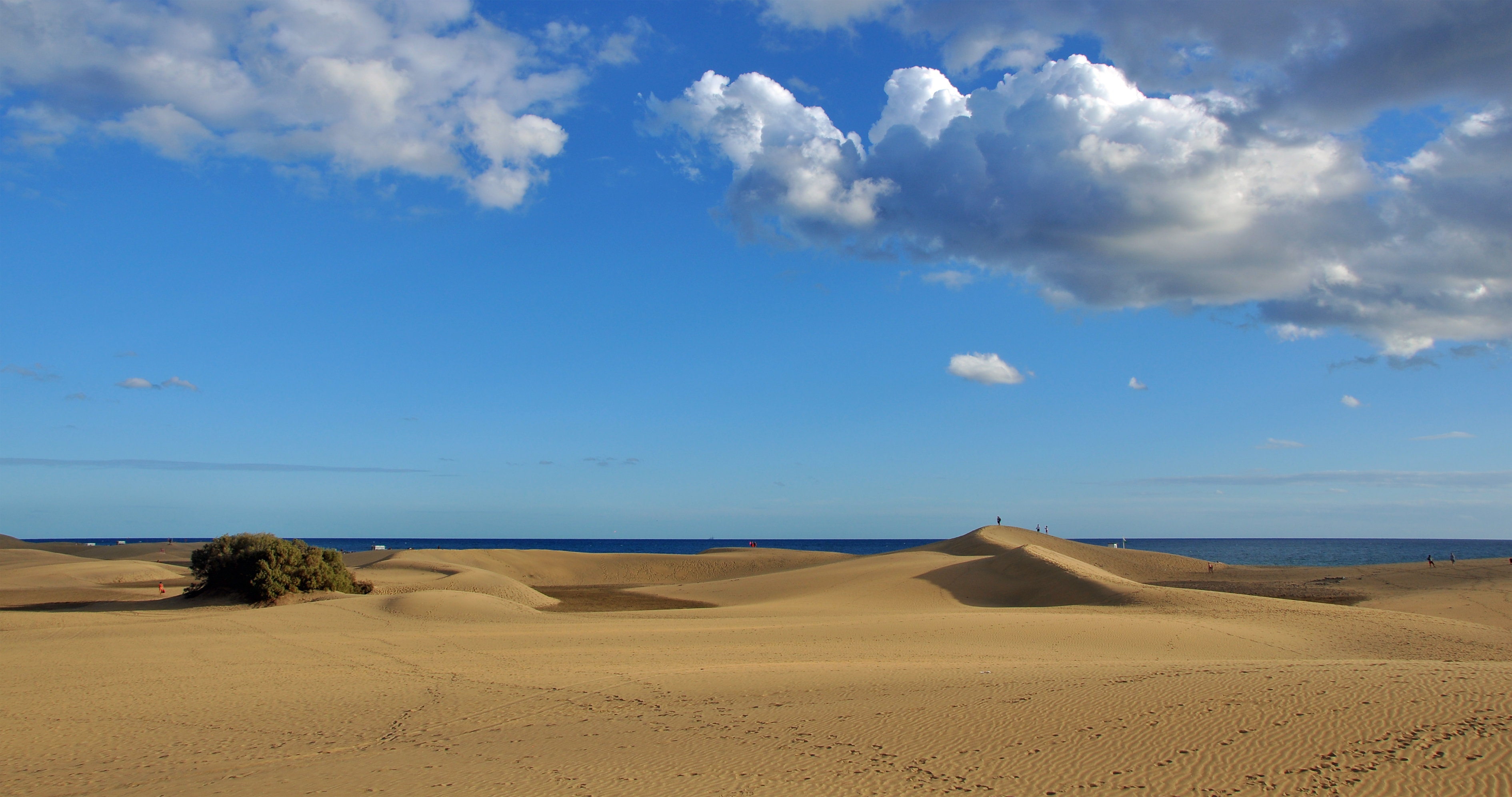
Foto do horizonte, metáfora espacial utilizada por Reinhart Koselleck para atribuir a expectativa ao futuro, em Maspalomas, Grã-Canária.

### Metáfora espacial
A metáfora espacial do horizonte de expectativa relaciona-se à intenção de atribuir as ideias de futuro e de possibilidade à expectativa. O limite daquilo que pode ser pensado em relação ao futuro é absoluto, já que a possibilidade não pode ser, de fato, vivida no momento em que foi concebida.
| “ | Horizonte quer dizer aquela linha por trás da qual se abre no futuro um novo espaço de experiência, mas um espaço que ainda não pode ser contemplado. | ” |
| — Koselleck, Reinhardt (2015). Futuro Passado: contribuição à semântica dos tempos históricos, p. 311. | |   |

## Tempo histórico

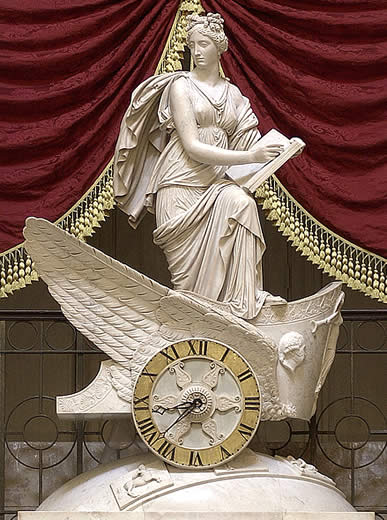
O relógio do carro da história, de Carlo Franzoni. Escultura feita em mármore e exposta no Capitólio, EUA. A obra retrata Clio documentando os acontecimentos históricos na medida em que se desdobram.

Experiência e expectativa estruturam-se temporalmente de maneiras distintas. Enquanto as experiências definem-se pela mutabilidade e pela flexibilidade de suas interpretações ao longo do tempo, a expectativa não pode ser adquirida sem a experiência. Desta forma, a relação entre as duas categorias é caracterizada por infinitas possibilidades e impossibilidades limitadas entre si.
Um elemento que desloca esta relação é a surpresa: o que surpreende, o faz por não ser esperado; isto significa que as expectativas geradas por determinada experiência não foram cumpridas. Assim, estaríamos diante de uma nova experiência, que supera o campo das possibilidades previstas pela expectativa. Esta expectativa, por sua vez, foi gerada por experiências anteriores. Com a superação temporal das expectativas, o espaço de experiência e o horizonte de expectativa reorganizam-se. É deste deslocamento e reorganização da tensão entre o passado e o futuro que nasce o tempo histórico. Em outras palavras, é na distância entre experiência e expectativa que o tempo histórico é gestado.
Desta forma, o entendimento daquilo que é ou não verossímil como possibilidade de futuro é resultado da organização das informações disponíveis sobre o passado (experiência). Com isso, as experiências estariam abertas ao futuro e em sua direção orientam os prognósticos. Contudo, o próprio prognóstico abre espaço para que novas expectativas sejam geradas. Portanto, mesmo que sejam fruto das formas como as informações sobre o pretérito foram assimiladas, nem todas as expectativas sobre o futuro decorrem da experiência. Isto significa que o espaço de experiência que anteriormente existia não toma um papel determinante sobre quais expectativas serão tomadas.
Em outras palavras, a diferença temporal estabelecida entre o espaço de experiência e o horizonte de expectativa dizem respeito apenas ao presente no qual ela acontece. Os entrelaçamentos entre passado e futuro não ocorrem, nem ocorreram, igualmente no tempo histórico. Este, por definição, constantemente se modifica na medida em que futuro e passado passam a ser articulados de maneiras diferentes.

### Modernidade
A modernidade é marcada por uma experiência do tempo histórico que aponta para um progressivo distanciamento entre o espaço de experiência e o horizonte de expectativa. Este distanciamento progressivo entre passado e futuro é entendido como o elemento nuclear que permite o entendimento de que a modernidade existe. Em relação às periodizações anteriores, a modernidade apresenta-se como uma novidade na forma de experienciar o tempo histórico. Com o avanço das técnicas, das ciências náuticas e da colonização, a experiência de uma vida camponesa e artesanal já não servia mais aos prognósticos sobre o futuro. Enquanto os medievais baseavam-se nas vidas e nas ações de seus antepassados para saber como deveriam agir e quais seriam as possibilidades de futuro, o avanço tecnológico fazia com que cada vez mais rápido a experiência acumulada se tornasse insuficiente para a construção de uma expectativa sobre o futuro.

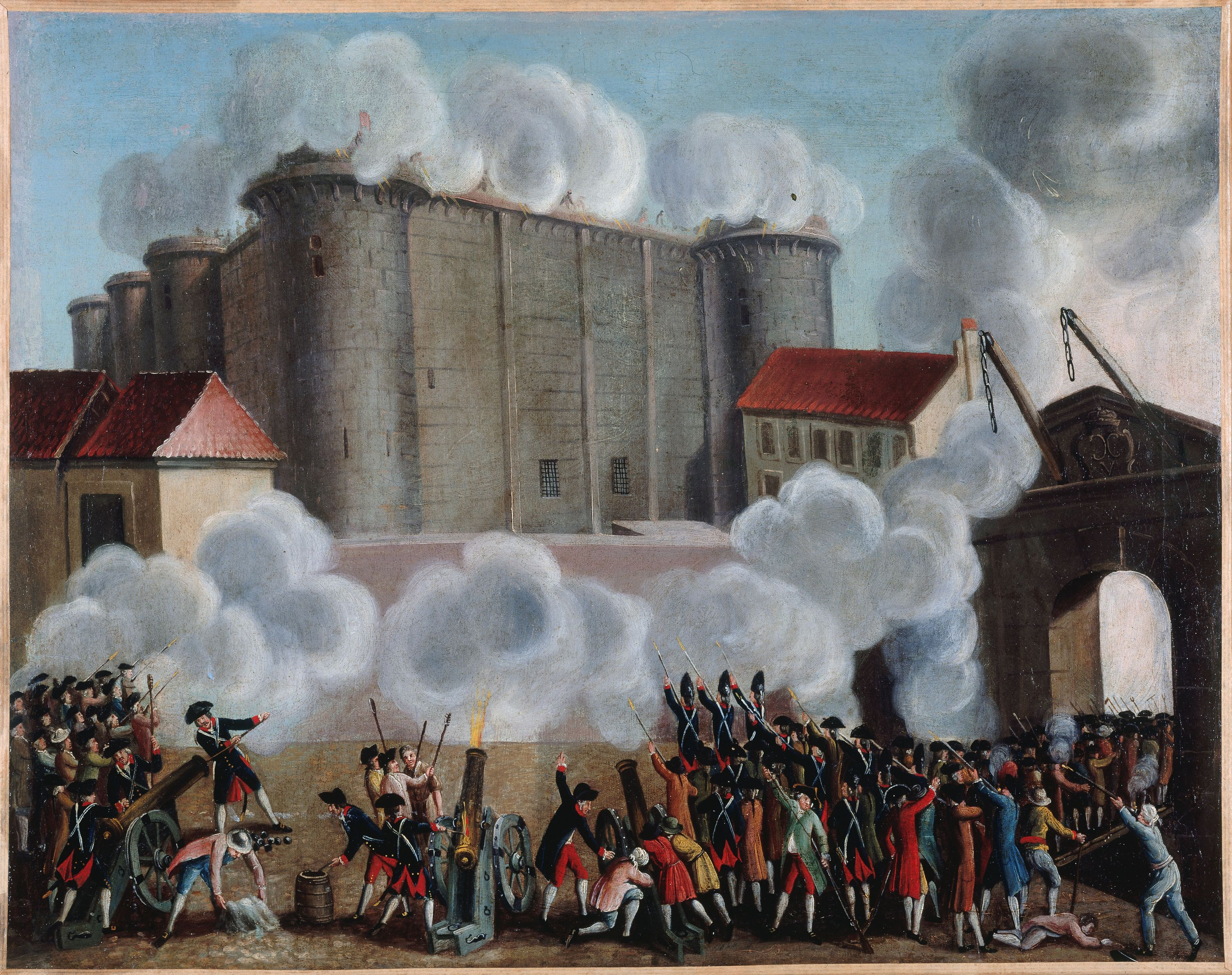
Queda da Bastilha, 1789. Evento que marca o começo da Revolução Francesa.

É a partir do sentimento de insuficiência do passado como um mestre que orienta a ação humana que foi desenvolvido, no final do século XVIII, o conceito de progresso. A demanda que ele veio a suprir foi a necessidade de organizar todas aquelas muitas experiências acumuladas desde o século XV. Era preciso reunir as diversas experiências singulares, ou subjetivas, que foram acumuladas com o advento da modernidade. O efeito gerado por esta profusão de experiências ficou conhecido como a contemporaneidade do não contemporâneo: muitas novas experiências, distintas e superadas entre si, foram tratadas como parte de um mesmo passado, estabelecido em relação a um mesmo ponto de referência, o presente. No entanto, o diferente estágio de desenvolvimento das técnicas entre diferentes lugares do mundo levou à ideia de que o progresso caminharia linearmente, fazendo com que o lugar onde as técnicas estavam mais bem desenvolvidas fosse tomado como estando em um estágio superior do progresso.
Na modernidade, portanto, o olhar para o futuro desvinculou-se daquilo que o passado poderia oferecer como possibilidade. Desta forma, qualquer nova experiência era rapidamente superada, sem entregar ao presente qualquer ideia sobre o que poderia ser esperado do futuro. Assim, o espaço de experiência desvinculou-se do horizonte de expectativa, e o acontecimento que marca esta desvinculação é a Revolução Francesa.
| “                                                          | A Revolução Francesa foi para o mundo um fenômeno que pareceu desafiar toda a sabedoria histórica, e a partir dela desenvolveram-se cada dia novos fenômenos, que cada vez menos podiam ser objetos de indagação da história. | ” |
| — Woltman, K.L. (1800). Geschichte und Politik. t. I, p. 3 | |   |

Após a Revolução Francesa, a história passa a ser entendida como um "singular coletivo". Se, anteriormente, as diversas histórias relativas a contextos locais e específicos, contadas a partir de crônicas, serviam como ferramenta pedagógica e orientadora da vida humana, agora a história passava a ser um processo único, uma realidade universal.
| “ | Da experiência do passado, das histórias e crônicas que ensinavam as lições da história, emerge, após a Revolução Francesa, um conceito de história como realidade unificada e processual. A história passa a ser entendida como singular coletivo; "além da histórias, há a História", escreve, no século XIX, Gustav Droysen. Nessa nova forma de se relacionar com o tempo, as luzes vêm do futuro e o passado deve ser avaliado, posto em dúvida. Surge daí uma consciência crítica em relação ao espaço de experiência, traduzido por um sentimento de distância e diferença em relação ao passado | ” |
| — Nicodemo, Thiago; Santos, Pedro; Pereira, Matheus (2018). Uma introdução à história da historiografia brasileira, p. 13. | |   |

### Regime de historicidade
Regime de historicidade é uma categoria formulada pelo historiador francês François Hartog para estudar as diferentes tensões entre experiência e expectativa vigentes em cada período da história. Destas tensões, acaba por sobrepor-se uma temporalidade às outras possíveis. À modernidade, por exemplo, por ser o presente sua historicidade dominante, é atribuído o regime de historicidade "presentista". No livro Regimes de Historicidade: presentismo e experiências do tempo, Hartog afirma que
| “                                                                                                | O tempo histórico, se seguirmos Reinhart Koselleck, é produzido pela distância criada entre o campo da experiência, de um lado, e o horizonte da expectativa, de outro: ele é gerado pela tensão entre os dois lados. É essa tensão que o regime de historicidade propõe-se a esclarecer, e é dessa distância que essas páginas se ocupam. Mais precisamente ainda, dos tipos de distância e modos de tensão. | ” |
| — Hartog, François (2013). Regimes de Historicidade: presentismo e experiências do tempo, p. 39. | |   |

### Periódicos
- Araujo, Valdei; Pereira, Mateus (2016). «Reconfigurações do tempo histórico: Presentismo, atualismo e solidão na modernidade digital». Belo Horizonte. Rev. UFMG. 23 (1): 270-297
- Hartog, François (2013b). «Experiências do tempo: da história universal à história global?». história, histórias. 1 (1): 164-179. ISSN 2318-1729
- Mateus, João Gabriel da Fonseca (2014). «Espaço de Experiência, Horizonte de Expectativas e Consciência Histórica em Belchior». Plurais Virtual. 4 (1): 58-81. ISSN 2238-3751
- Prado, Solange Faria (2016). «"Espaço  de  experiência"  e  "horizonte  de  expectativas":  relações  de poder  na  colônia  de  ingleses  no  sul  da  província  do  Espírito  Santo  no Oitocentos». Cadernos de História. 17 (27): 327-341. doi:10.5752/P.2237-8871.2016v17n27p327

### Livros e capítulos de livro
- Hartog, François (2013a). Regimes de historicidade: presentismo e experiências do tempo. Belo Horizonte: Autêntica. ISBN 9788565381468
- Nicodemo, Thiago Lima; Pereira, Mateus Henrique; Santos, Pedro Afonso (2018). Uma introdução à historiografia brasileira (1870-1970). Rio de Janeiro, RJ: FGV. pp. 7–229. ISBN 978-85-225-2071-8
- Koselleck, Reinhart (2015). «Espaço de experiência e horizonte de expectativa: duas categorias históricas». In:  Koselleck, Reinhart. Futuro Passado: contribuição à semântica dos tempos históricos. Rio de Janeiro, RJ: Contraponto. pp. 305–328. ISBN 85-85910-83-6
- Woltmann, K.L (1800). Geschichte und Politik. Berlim: Eine Zeitschrift